# Cosmioconcha geigeri
Cosmioconcha geigeri là một loài ốc biển, là động vật thân mềm chân bụng sống ở biển trong họ Columbellidae.